# Sphaeralcea mendocina
Sphaeralcea mendocina är en malvaväxtart som beskrevs av Rodolfo Amando Philippi. Sphaeralcea mendocina ingår i släktet klotmalvor, och familjen malvaväxter. Inga underarter finns listade i Catalogue of Life.